# Robert Presnell Sr.
Robert R. Presnell Sr. (* 29. April 1894 in Lake View, Iowa; † 12. Februar 1969 in Burbank, Los Angeles County, Kalifornien) war ein US-amerikanischer Drehbuchautor und Filmproduzent, der einmal für den Oscar für die beste Originalgeschichte nominiert war.

## Leben
Presnell, der die beiden jeweils 1924 veröffentlichten Bühnenwerke Rust und Saturday Night schrieb, begann seine Laufbahn in der Filmwirtschaft Hollywoods 1930 als Drehbuchautor bei der romantischen Musicalfilmkomödie Young Man of Manhattan von Monta Bell mit Claudette Colbert, Norman Foster und Ginger Rogers. Im Jahr darauf produzierte er 1931 mit dem von Erle C. Kenton inszenierten romantischen Filmdrama Leftover Ladies, für das er auch das Drehbuch schrieb, seinen ersten Film, in dem Claudia Dell, Marjorie Rambeau und Walter Byron die Hauptrollen spielten. Er schrieb bis 1963 die Drehbücher und Vorlagen für knapp vierzig Filme und Fernsehserien und war zugleich bis 1953 Produzent von zwanzig weiteren Filmen.
Bei der Oscarverleihung 1942 wurde Presnell zusammen mit Richard Connell für den Oscar für die beste Originalgeschichte nominiert, und zwar für den Spielfilm Hier ist John Doe (Meet John Doe, 1941) von Frank Capra mit Gary Cooper, Barbara Stanwyck und Edward Arnold.

## Filmografie (Auswahl)
Als Drehbuchautor
- 1930: The Big Pond
- 1932: Die letzten Vier (The Lost Squadron)
- 1933: Verschollen in New York (Bureau of Missing Persons)
- 1933: The Keyhole
- 1933: Employees’ Entrance
- 1936: Mein Mann Godfrey (My Man Godfrey)
- 1939: Verrat im Dschungel (The Real Glory)
- 1941: Hier ist John Doe (Meet John Doe)
- 1947: The Guilty
- 1947: Michigan Kid
- 1953: Mörder ohne Maske (Second Chance)
- 1960: Im letzten Augenblick (Troubleshooters, Fernsehserie)
- 1963: Perry Mason (Fernsehserie)

Als Produzent
- 1933: Der Boß ist eine schöne Frau (Female)
- 1933: Kinder auf den Straßen (Wild Boys of the Road)
- 1934: Die Spielerin (Gambling Lady)
- 1934: Tag, Nellie! (Hi, Nellie!)